# Krími terület
A Krími terület (ukránul: Кримська область; oroszul: Крымская область) a Szovjetunió közigazgatási egysége volt 1945 és 1991 között. 1945 és 1954 között az Oroszországi SZSZSZK-hoz, majd 1991-ig az Ukrán SZSZK-hoz tartozott. Székhelye Szimferopol volt.

## Történelme
A Krími terület 1945. június 30-án jött létre, miután a második világháború után a krími tatárokat Közép-Ázsiába deportálták azzal a gyanúval, hogy a háború alatt és után együttműködtek a nácikkal, emiatt a Krími Autonóm Szovjet Szocialista Köztársaság is lefokozásra került.
1954. február 19-én a Krími területet az Oroszországi SZSZSZK-tól az Ukrán SZSZK-hoz csatolták.
Szevasztopol városa 1948-tól speciális jogállású (köztársasági irányítású) város volt, aminek elsődleges oka az volt, hogy itt volt a Szovjetunió fekete-tengeri hadiflottájának fő bázisa.
1991. január 20-án népszavazást tartottak a terület státuszáról, ahol a résztvevők többsége támogatta a második világháború előtti ASZSZK visszaállítását. Az Ukrán SZSZK Legfelsőbb Tanácsa 1991. február 12-ével törvényt hozott az 1945-ben Oroszországban megszüntetett autonómia helyreállításáról.
1992. május 6-án a továbbra is Ukrajna részét képező autonómia elnevezése Krími Köztársaságra változott, majd 1994. szeptember 21-én újabb átnevezés következett, ekkor Krími Autonóm Köztársaságra. Ugyanezen a néven szerepel az 1996-os ukrán alkotmányban. Szevasztopol státusza a fekete-tengeri orosz hadiflotta jelenléte miatt vitatott volt a két szovjet utódállam között, végül 1997-ben született megegyezés a két ország között, melynek alapján a város Ukrajna speciális jogállású közigazgatási egysége lett.

## Fordítás
Ez a szócikk részben vagy egészben  a   Crimean Oblast című angol Wikipédia-szócikk ezen változatának fordításán alapul.  Az eredeti cikk szerkesztőit annak laptörténete sorolja fel. Ez a jelzés csupán a megfogalmazás eredetét és a szerzői jogokat jelzi, nem szolgál a cikkben szereplő információk forrásmegjelöléseként.